# Saint-Germain-des-Prés (Loiret)
Saint-Germain-des-Prés ist eine französische Gemeinde mit 1864 Einwohnern (Stand 1. Januar 2022) im Département Loiret in der Region Centre-Val de Loire. Sie gehört zum Arrondissement Montargis und zum Kanton Courtenay. Die Bewohner nennen sich Germanopratins.

## Geographie
Die Gemeinde Saint-Germain-des-Prés liegt in der Landschaft Gâtinais orléanais an der Ouanne, zwölf Kilometer südöstlich der Innenstadt von Montargis. Umgeben wird Saint-Germain-des-Prés von den Nachbargemeinden La Selle-en-Hermoy im Norden, Saint-Firmin-des-Bois im Osten, Château-Renard im Südosten, Gy-les-Nonains im Süden, Conflans-sur-Loing im Südwesten sowie Amilly im Westen.

## Bevölkerungsentwicklung
| Jahr                       | 1962 | 1968 | 1975 | 1982 | 1990 | 1999 | 2006 | 2016 | 2022 |
| -------------------------- | ---- | ---- | ---- | ---- | ---- | ---- | ---- | ---- | ---- |
| Einwohner                  | 1058 | 1045 | 1068 | 1287 | 1578 | 1704 | 1864 | 1916 | 1864 |
| Quellen: Cassini und INSEE |      |      |      |      |      |      |      |      |      |

## Sehenswürdigkeiten
- Kirche Saint-Germain aus dem 15. Jahrhundert

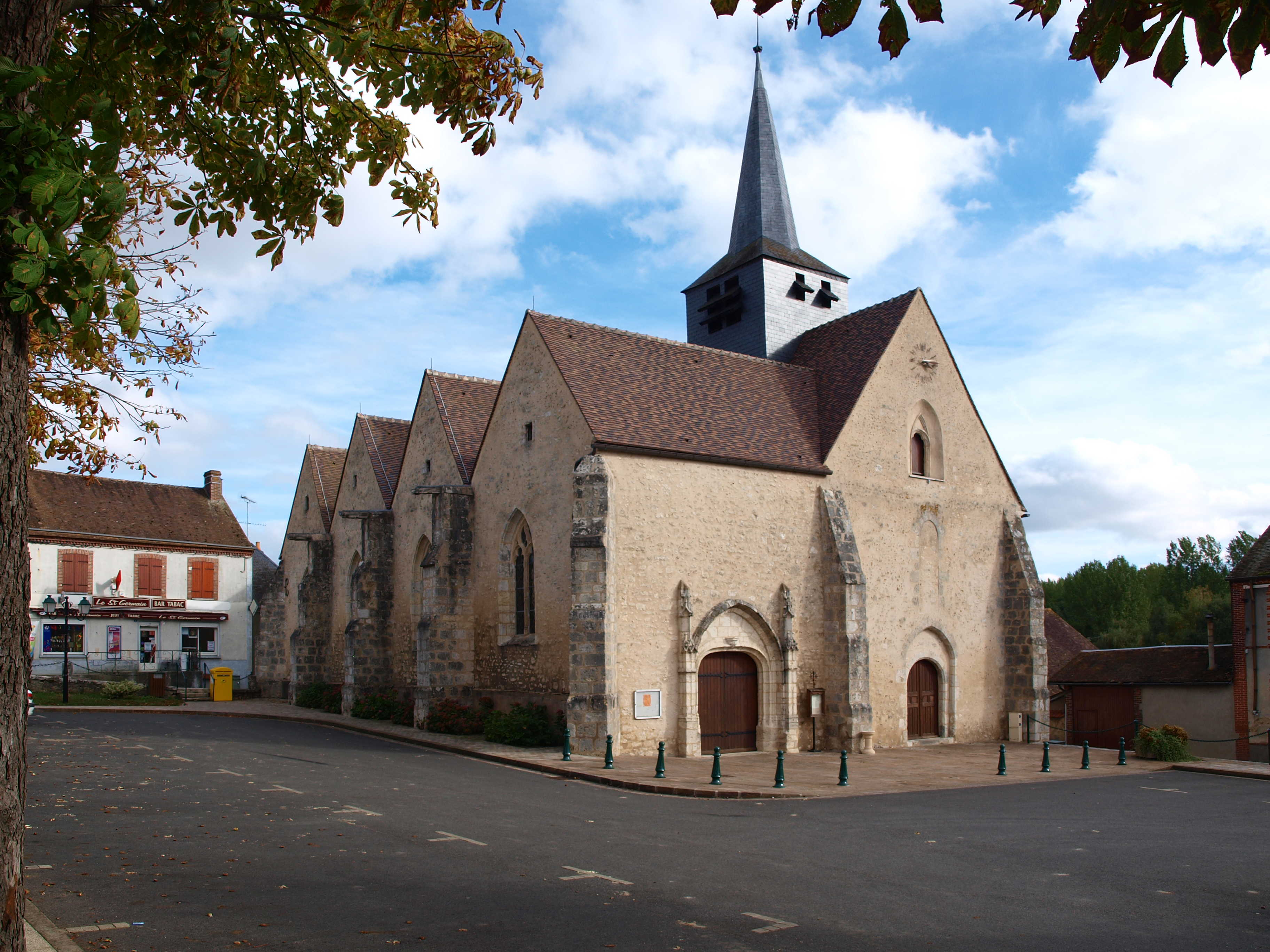
Kirche Saint-Germain
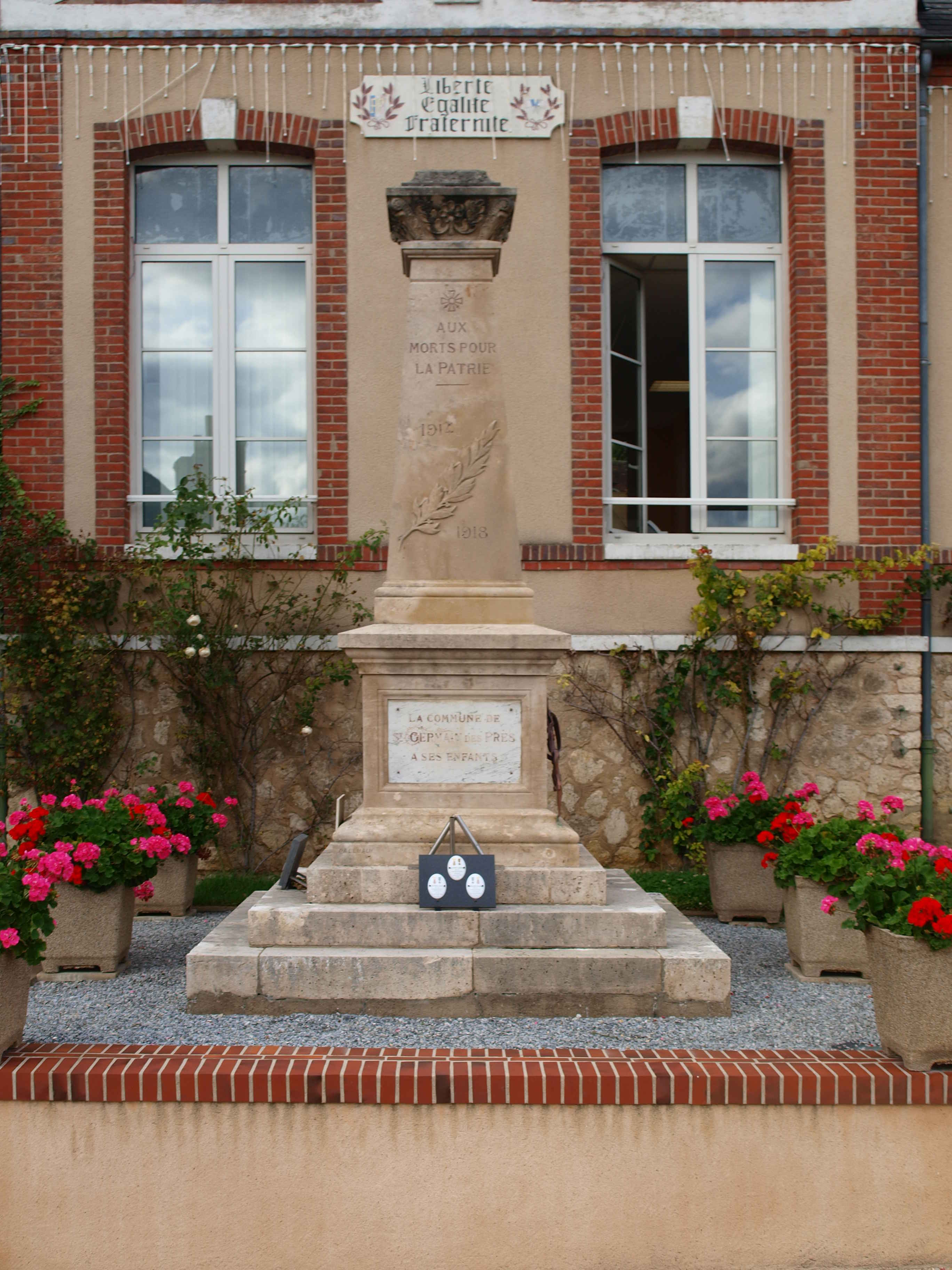
Gefallenendenkmal